# Viona
Le Viona est un torrent du Piémont situé à cheval sur les provinces de Turin et de Biella. Il est tributaire de l'Ingagna.

## Cours du torrent

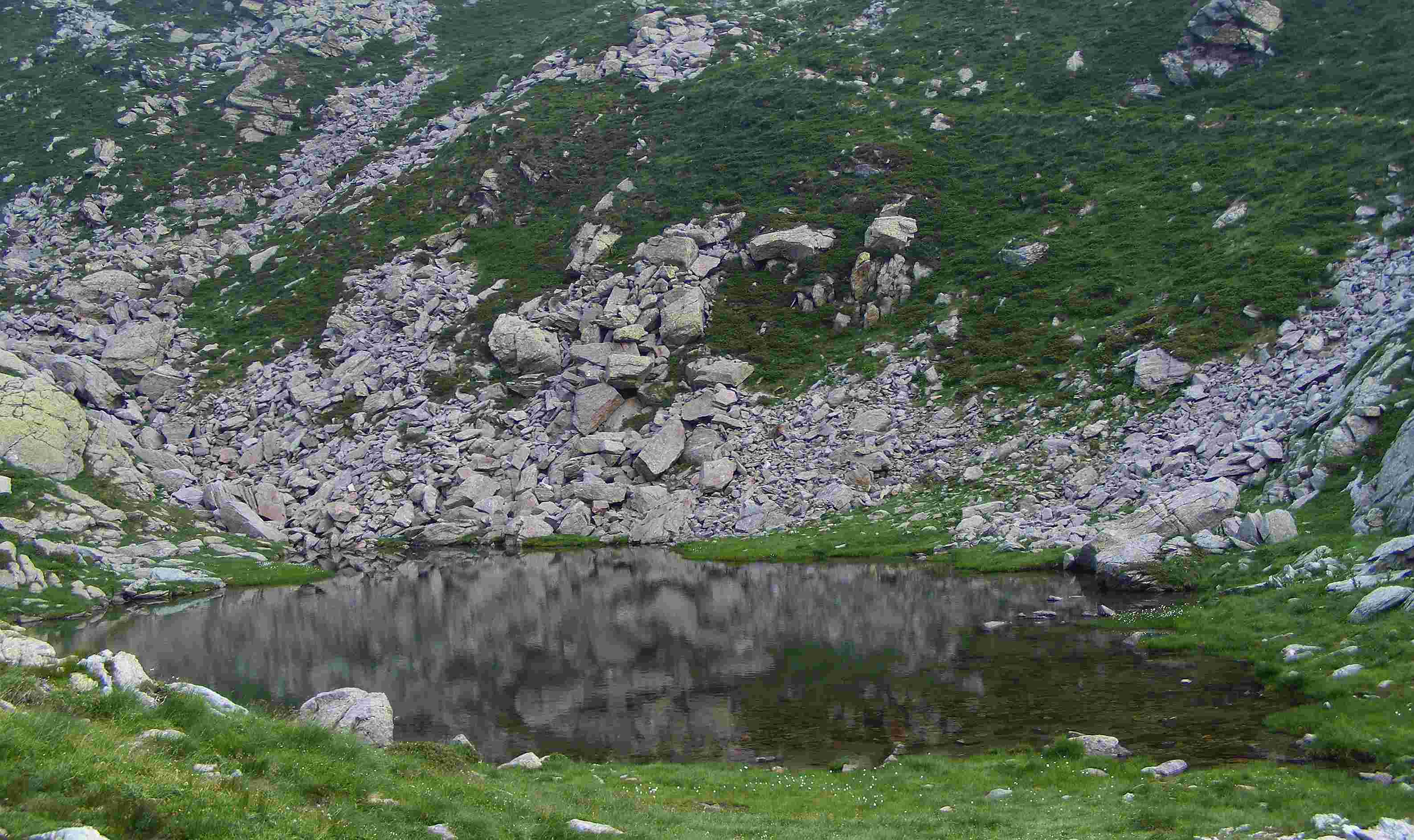
Le lac Pasci ou lac du Mombarone.

Le Viona naît à environ 2 200 mètres d'altitude sur la commune de Donato sur les contreforts méridionaux du Col de Mombarone et forme peu après le petit Lac de Mombarone (ou lac Pasci) en se dirigeant vers le sud-ouest, marquant par l'un de ses tronçons la frontière entre le Biellois et le Canavais.
Passant ensuite à petite distance de la commune d'Andrate, son cours barre l'appareil morainique de la Serra Morenica d'Ivrea, dévie à plus de 90° en se dirigeant tout d'abord vers le sud-est puis vers l'est et creuse finalement une vallée parallèle à cette même Serra Morenica d'Ivrea.
Le cours d'eau rejoint ensuite le chef-lieu de Mongrando confluant enfin dans l'Ingagna à 312 mètres d'altitude.

## Affluents

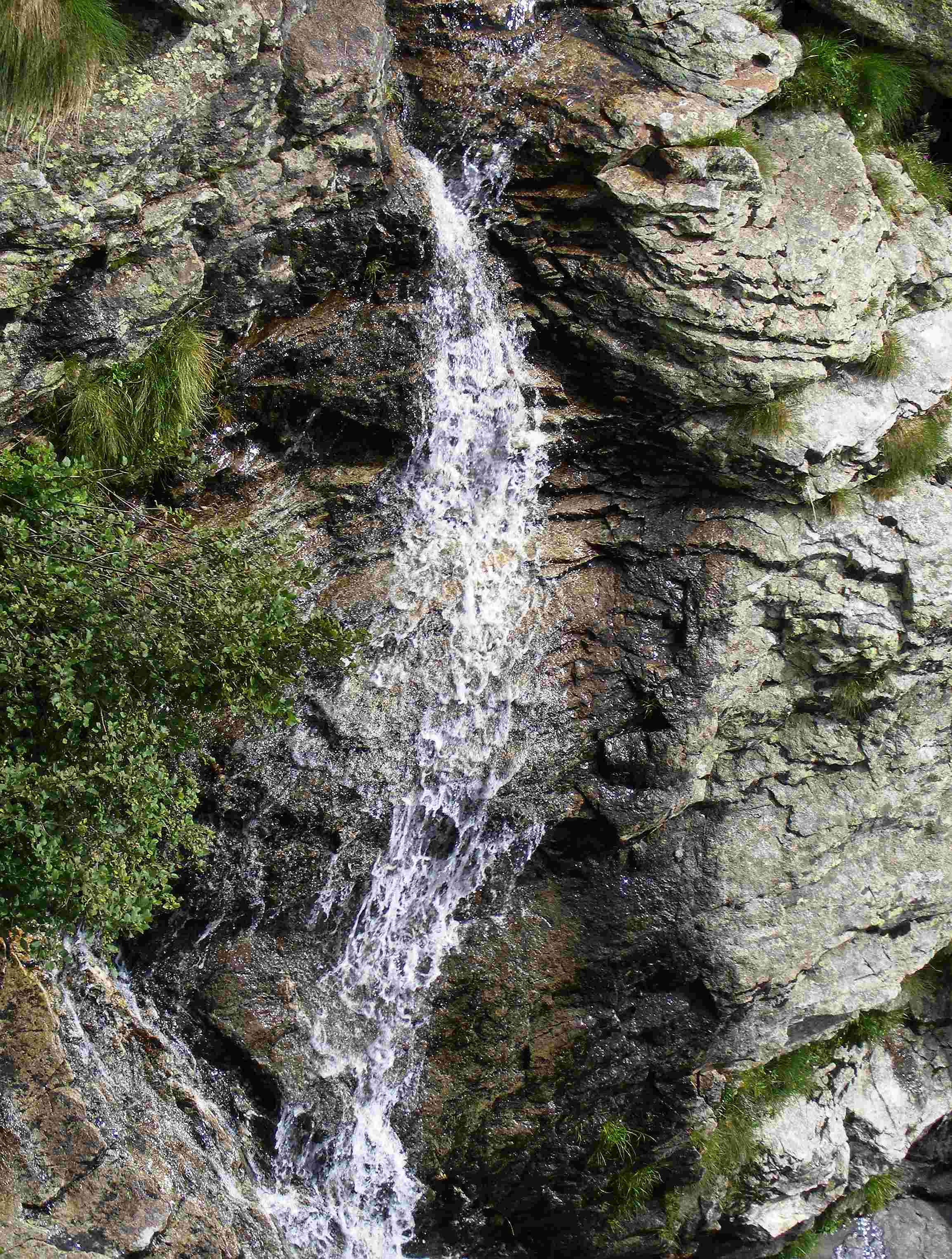
Le Viona dans son tronçon alpin.

Le Viona n'a aucun affluent en particulier compte tenu du fait que durant de nombreux kilomètres, celui-ci se déplace parallèlement à l'Ingagna (au nord) et à l'Olobbia (au sud), se tenant à une distance de quelques centaines de mètres seulement de ces deux cours d'eau. Ceci rend le bassin de collecte du Viona très limité, empêchant la formation d'un réticulum hydrique significatif.
Dans la partie plus en aval de son lit, il reçoit cependant en rive gauche l'apport du Rio Tenerello, un petit cours d'eau creusé dans la petite vallée boisée comprise entre les hameaux de Mongrando Ruta et Prelle.
Contrairement à ce qui est rapporté dans les documents de la Région piémontaise, une source importante nommée le SIBAPO (Système Informatif de l'autorité du BAssin du fleuve PÔ) considère l'Ingagna comme un affluent du Viona, attribuant donc à ce dernier la longueur de la zone fluviale comprise entre les sources du Viona à proprement parler et la confluence avec l'Elvo.

## Histoire

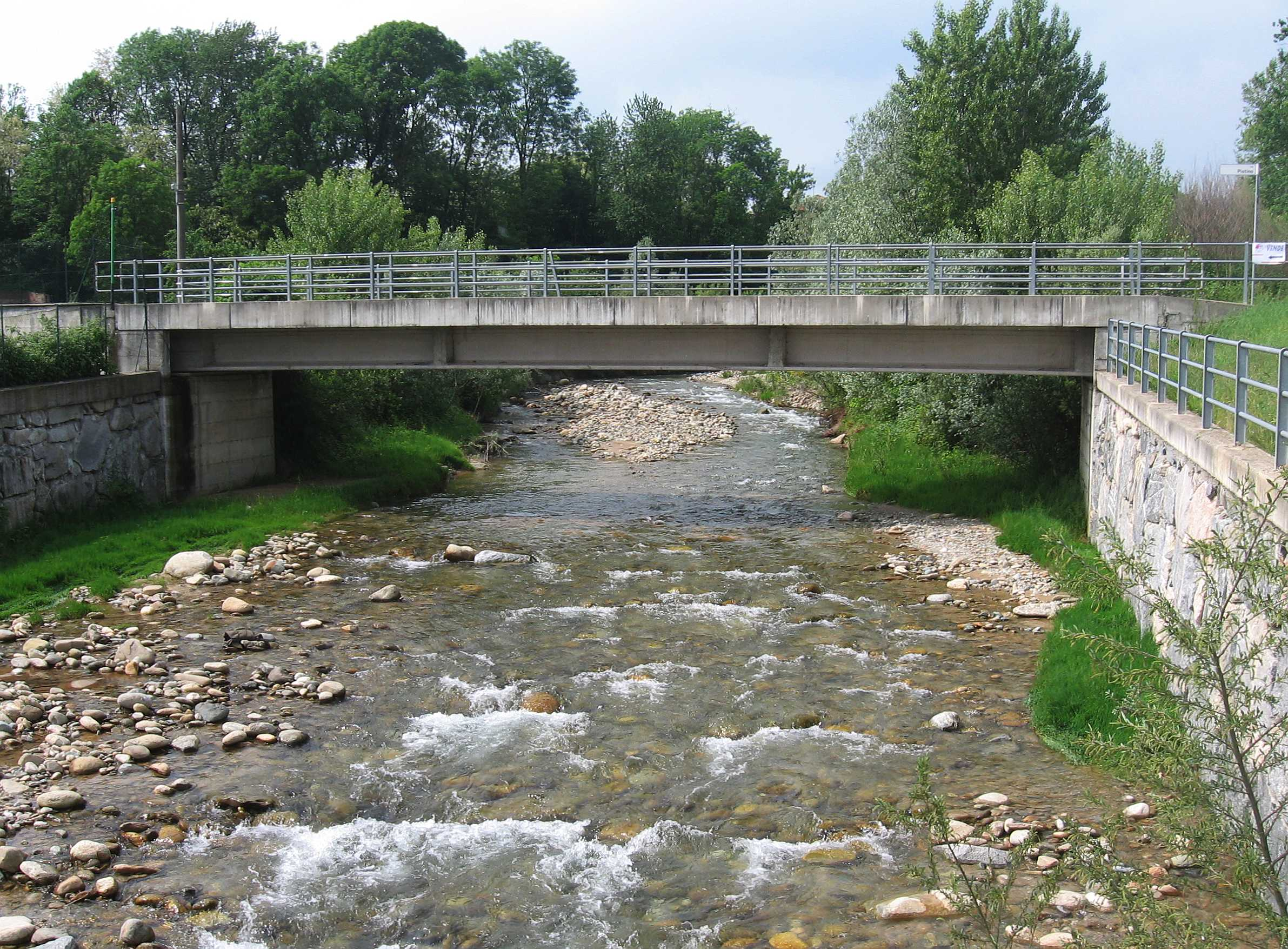
Le pont de la via Pistino à Mongrando.

Les eaux du Viona furent déviées au cours de l'Antiquité afin d'être utilisées dans le lavage des sédiments aurifères de la Bessa dans le cadre de l'exploitation minière mise en place par les Romains.

## Sources
- (it) Cet article est partiellement ou en totalité issu de l’article de Wikipédia en italien intitulé « Viona (torrente) » (voir la liste des auteurs).